# 施平華
施平華（Shih Ping-hua，？—），是一名舉重運動員，曾代表中華民國參加1954年亞洲運動會，獲得舉重比賽男子重量級銅牌。